# ヨウ化イットリウム(III)
ヨウ化イットリウム(III)（ヨウかイットリウム さん、英: yttrium(III) iodide）はイットリウムのヨウ化物で、化学式 YI3 で表される無機化合物。

## 製法
無水物は炭化イットリウムをヨウ素蒸気中で加熱するか、塩化イットリウム(III)の無水物を加熱しながらヨウ化水素と水素の混合気体に通すことにより得られる。水和物は酸化イットリウム(III)を濃厚ヨウ化水素酸に溶き、蒸発すると得られる。

## 性質
無水物は水・アセトンに易溶、エタノールに可溶だがエーテルには難溶。水和物は潮解性がある。120℃で分解が始まり、ヨウ素を放出する。